# 青鬼
《青鬼》是一款noprops透過《RPG制作大師》製作的免費恐怖冒險遊戲。
2011年4月，NICONICO動畫的動畫實況者長頸鹿通過FLV檔格式令本作成為手機遊戲。另外，友都八喜也免費發放了本作的「試用磁盤 Vol.4」。
2013年2月27日，由黑田研二所著、鈴羅木花梨負責插畫的同名輕小說出版，而在此之前的2月19日，PHP研究所則於YouTube和NICONICO動畫發放了本作的宣傳片。在同年的12月19日，改編自本作的輕小說《青鬼 復讐編》出版，同樣地在3日前，PHP研究所也在同樣的兩個網站發放了宣傳片。
2016年10月，東京電視台與BS JAPAN開始播放由STUDIO DEEN製作的《青鬼～真·動畫～》，同時動畫官方亦宣佈動畫劇場版將於2017年上映。

## 概要
玩家須操作被關在豪宅裡的主人公「阿浩」，以解開各種謎題的方式觸發劇情，通關方式為逃離該豪宅。在玩家正在解開謎題或行走途中可能會出現青鬼追逐玩家，因為本作品沒有武器使用的關係，所以必須一直逃跑至青鬼不追玩家為止。
青鬼是一個肌肉發達、身材高大的人形物體。怪物的頭部和雙眼異常的巨大，皮膚呈紫藍色，體型是普通人的兩倍。雖然在遊戲中只有很少有關青鬼和豪宅的資料和線索，但從舊豪宅地下室所找到的畫本中可以推測青鬼有可能是豪宅的原居民。當他出現在玩家面前時，令人不安的弦樂和弦將會隨之播放。玩家不能攻擊青鬼，只能不停逃跑或是躲起來，直到青鬼停止追捕。在遊戲中，青鬼的嘴巴一直都保持合上，並露出詭異的微笑（而在青鬼 Version 5.0 的好結局中，則顯示青鬼的嘴巴藏有鋒利的刀狀牙齒）。一旦青鬼捕捉並殺死了阿浩的朋友，他們也會變成青鬼。由於頭髮會在青鬼的身體保留下來，所以死者身分可以從青鬼的髮型區分出來。除了普通型青鬼之外，玩家還會遇上眾多變形的青鬼，其中包括一隻名為“Blockman”的長方形青鬼，外型類似於流行的日文吉祥物「Domo君」。
一般情況下，在玩家第一次遇上青鬼後，它便會隨機追逐玩家，不過為了推進故事情節，遊戲中有幾次追逐是必定發生的。而在《青鬼2》中，當玩家沒達到某些條件而進入特定房間時，則會直接導致大量青鬼出現或是被青鬼直接抓到。
到《青鬼3》新增了四種特殊的青鬼頭目，但與上一作《青鬼2》類似的是，當玩家在處理特殊事件或關鍵物品時出了錯誤或者弄錯順序，亦會即時導致大量青鬼出現以及被青鬼極速抓到。

## 劇情

### 遊戲版

#### 青鬼
健提議到相傳鬧鬼的郊外豪宅試膽，但在眾人踏入到館內的時候門卻反鎖了起來，於是人們便慌忙地走避，但屋內有藍色的不明怪物到處遊蕩。為了逃出這鬼屋，主人公開始尋找逃離的線索......

#### 青鬼2
青鬼2是原版的重製，具有6個不同角色的故事（不過現時中文版只有浩的故事可供選擇）。
此作發生在一所廢棄的學校。浩、卓郎、健和美香一起進入學校進行試膽大會，而尾隨的老師也跟著他們走進學校。不久，他們都在學校地下牢房裡的監獄中醒來。眾人成功離開監倉後，監倉旁的房間傳出了怪響，浩於是獨自前往調查，回來後卻發現大家都走失了。而悲劇則就此展開⋯⋯

#### 青鬼3
原本主人公和同學們畢業旅行結束，搭船回去時發生意外，漂流到一座島上，結果在那裏發現了藍色的不明怪物...
但跟之前版本不一樣的地方是添加了boss，隨著劇情發展，會遇見殭屍、木偶、小丑、千手觀音等

#### 青鬼X
青鬼X一樣由浩、健、卓郎、美香為主角。
遊戲劇情會因為玩家選擇的選項而發生劇情分叉

### 小說與電影版
無法適應新班級的轉學生瞬令班長杏奈感到非常擔心。正好兩人在據說有怪物出現的豪宅遇到了同年級的同學，於是兩人便帶着四名同班同學一起踏入了這令人毛骨悚然的地方。但在沒有任何人的屋內卻響起了可疑的聲音，而從窗戶的另一側又看見佈滿血絲的眼球，種種不尋常的現象令這六名國中生極為恐懼。在試圖逃出建築物時，大門又無法開啟。拼命尋找逃脫路線的他們，正被不存在這世上的巨大青色影子接近著…

## 反應
自本作推出後，遊戲複雜的解謎與充滿恐怖感的BGM令本作在YouTube和NICONICO動畫成為熱門話題，遊戲實況的播放次數甚至已經超過5000萬。

## 登場人物
浩（聲：石田彰（《青鬼 復讐編》特別編PV）、逢坂良太（動畫））
（遊戲版）本作的主角，戴着眼鏡的白髮青年。跟隨健進入豪宅探險，最終逃出。
浩是一個非常聰明的少年，並且認真對待身邊的事物，不過在遊戲中卻沒有表現出任何感情。 在遊戲開始的時候，浩認為鬼怪是「科學上不可能存在的」，不久卻在圖書館就遇見了青鬼。
浩完成了豪宅中種種困難的謎題，以及屢次避開了怪物，足以證明浩聰敏過人。雖然在遊戲中浩並沒有表露出任何感受，但當他被困在豪宅後，浩仍然不斷地尋找朋友並嘗試協助他們逃走，可見浩算是十分關心和重視友人。
（小說與電影版）學年第一的秀才，已經達到不科學境界的超級天才。非常有禮，對同班生使用敬語。經常穿著學校的制服。
瞬
小說與電影版的主角。轉校生，因為有着內向的性格而不太適應新班級。愛好是製作遊戲。
杏奈
只在小說與電影版出現的角色。瞬班上的班長。去年年底父母因為一次事故而去世，導致杏奈的靈感變得更強。經常想着瞬的事情。
卓郎（聲：水島大宙（動畫））
（遊戲版）留着一頭紅髮的青年。跟隨健進入豪宅探險。最後變為青鬼。
（小說與電影版）大公司總裁的兒子，超級自戀的帥哥，非常注重自己的髮形。表面上是一名足球愛好者與優等生，但內心卻非常殘忍。
美香（聲：喜多村英梨（動畫））
（遊戲版）有着一頭棕髮的女生。跟隨健進入豪宅探險。最後被青鬼啃食，變為青鬼。
（小說與電影版）意志堅強的美少女，雖然看似外表奔放但在家裡時卻非常寂寞，唯一的心靈寄託便是她飼養的小貓。對卓郎抱有好感。
健（聲：森嶋秀太（動畫））
（遊戲版）金髮的青年。提議進入豪宅探險的人。最終因自責而自殺，變為青鬼。
（小說與電影版）非常大嘴巴的膽小鬼，對鬼怪與外星人等東西更是害怕。為卓郎的心腹。
直樹
只在小說版與電影版出現的角色。傳言為被不明怪物詛咒並殺害的同年級同學。
漫畫版主角。
初代青鬼遊戲有多種版本，遊戲版配角由於版本設定的不同，在特定版本中能和主角一起逃離青鬼豪宅，達成生存結局。

## 電影

### 第一部
改編自小說的劇場版電影。電影由小林大介監督，入山杏奈主演。2014年7月5日在日本上映。本作為入山杏奈第一次參與的電影。2014年10月8日發售CG的藍光光碟與DVD，而第一部的藍光光碟與DVD則在同年12月10日發售。

#### 登場人物
- 堀川杏奈：入山杏奈（AKB48）
- 瞬：須賀健太
- 浩：聖也（日语：聖也）
- 卓郎：陳内將
- 美香：古畑星夏
- 健：尾關陸

#### 製作人員
- 導演：小林大介
- 劇本：小鶴（日语：小鶴 (脚本家)）
- 原作：noprops
- 小説作者：黑田研二
- 監製：吉田尚剛
- 執行監製：永森裕二
- 製片人：飯塚達介、松村傑、澤岳司、海老沼泰弘、阿部祥紀
- 攝影：南秋壽
- 照明：渡邊大介
- 錄音：島津未來介
- 美術：塚本周作
- 編集：鈴木真一
- 音楽：木田俊介（日语：きだしゅんすけ）
- 造型師：高橋沙耶香
- 髮型與化妝：有路涼子
- CG製作：鈴木伸宏
- CG監督：土井淳
- 助理監督：松下洋平
- 制作擔當：小谷不允穂
- 製作公司：Digital Frontier（日语：デジタル・フロンティア）
- 製作：「青鬼」製作委員會
- 企画/分銷商：AMG娛樂（日语：AMGエンタテインメント）

### 第二部
與第一部完全不同的劇場版電影，由前川英章監督，中川大志主演。2015年7月4日在日本上映。

#### 登場人物
- 浩：中川大志
- 瞬：田本清嵐（英语：タモト清嵐）
- 杏奈：平祐奈
- 卓郎：松島莊汰（日语：松島庄汰）
- 美香：久松郁實
- 健：勸修寺玲旺

#### 製作人員
- 導演：前川英章
- 劇本：いながわ亜美
- 原作：noprops
- 小説作者：黑田研二
- 監製：吉田尚剛
- 執行監製：永森裕二
- 製片人：飯塚達介、松村傑、澤岳司、海老沼泰弘、阿部祥紀
- 攝影：長野泰隆（日语：長野泰隆）
- 照明：兒玉淳
- 錄音：齋藤泰陽
- 美術：中谷暢宏
- 編集：星野義弘
- 音楽：塚田良平（日语：塚田良平）
- 造型師：岡本佳子
- 髮型與化妝：及川奈緒美
- CG製作：鈴木伸宏
- 助理監督：石川久
- 制作擔當：中里友樹
- 製作公司：Digital Frontier（日语：デジタル・フロンティア）
- 製作：「青鬼ver2.0」製作委員會
- 企画/分銷商：AMG娛樂（日语：AMGエンタテインメント）

## 相關書籍

### 小說
由黑田研二著、鈴羅木花梨插畫。
| 標題        | PHP研究所      | PHP研究所             | 台灣東販       | 台灣東販               |
| 標題        | 發售日期       | ISBN                  | 發售日期       | ISBN                   |
| ----------- | -------------- | --------------------- | -------------- | ---------------------- |
| 青鬼        | 2013年2月27日  | ISBN 978-4569-81020-1 | 2015年8月5日   | ISBN 978-986-331-790-6 |
| 青鬼 復讐篇 | 2013年12月19日 | ISBN 978-4569-81558-9 | 2015年11月18日 | ISBN 978-986-331-857-6 |
| 青鬼 異形篇 | 2014年8月26日  | ISBN 978-4569-82003-3 | 2016年3月23日  | ISBN 978-986-331-977-1 |
| 青鬼 怨靈篇 | 2015年6月25日  | ISBN 978-4569-82587-8 | 2017年5月1日   | ISBN 978-986-475-345-1 |
|             | 2016年3月19日  | ISBN 978-4569-83034-6 |                |                        |

-  - 2017年2月22日發售、ISBN 978-4569-83280-7 ※番外短篇合集
- 《青鬼》（兒童版）一樣由黑田研二編寫、鈴羅木花梨插畫。

| 標題 | PHP研究所      | PHP研究所              |
| 標題 | 發售日期       | ISBN                   |
| ---- | -------------- | ---------------------- |
|      | 2018年2月16日  | ISBN 978-4-569-78744-2 |
|      | 2018年7月9日   | ISBN 978-4-569-78779-4 |
|      | 2018年11月16日 | ISBN 978-4-569-78819-7 |
|      | 2019年5月17日  | ISBN 978-4-569-78866-1 |
|      | 2019年11月18日 | ISBN 978-4-569-78902-6 |
|      | 2020年5月11日  | ISBN 978-4-569-78926-2 |

導讀手冊
-  - 2015年2月27日發售、ISBN 978-4569-82420-8
- noprops、黑田研二原作 / 波摘著

| 冊數 | PHP研究所      | PHP研究所              |
| 冊數 | 發售日期       | ISBN                   |
| ---- | -------------- | ---------------------- |
| 1    | 2019年12月10日 | ISBN 978-4-569-78906-4 |
| 2    | 2020年6月26日  | ISBN 978-4-569-78935-4 |
| 3    | 2020年10月27日 | ISBN 978-4-569-78953-8 |

遊戲本
- - 2015年10月10日發售、ISBN 978-4041-03604-4

### 漫畫
漫畫版《青鬼 元始編》於2014年10月25日發售的2014年12月號的《月刊少年Ace》開始連載到2016年12月號結束連載，由黑田研二編寫，鈴羅木花梨負責繪畫。雖然創作班底同樣為小說版的班底，但本作的劇情無論是與遊戲、小說還是兩部電影都毫不相干。
| 冊數 | 角川書店       | 角川書店               |
| 冊數 | 發售日期       | ISBN                   |
| ---- | -------------- | ---------------------- |
| 1    | 2015年4月25日  | ISBN 978-4-04-102921-3 |
| 2    | 2015年10月26日 | ISBN 978-4-04-102922-0 |
| 3    | 2016年9月26日  | ISBN 978-4-04-103916-8 |
| 4    | 2016年12月26日 | ISBN 978-4-04-103917-5 |

由16名漫畫家合作繪畫的漫畫選集。
| 冊數 | PHP研究所    | PHP研究所             | 台灣東販      | 台灣東販               |
| 冊數 | 發售日期     | ISBN                  | 發售日期      | ISBN                   |
| ---- | ------------ | --------------------- | ------------- | ---------------------- |
| 全   | 2014年7月2日 | ISBN 978-4569-82015-6 | 2016年2月16日 | ISBN 978-986-331-933-7 |

## 動畫

### 電視動畫
2016年10月，東京電視台與BS JAPAN開始播放由STUDIO DEEN製作的《青鬼～真·動畫～》，每集長約5分鐘。

#### 製作人員
- 原作：noprops
- 總監督：濱村敏郎
- 監督：前田地生
- 總導演：maxcaffy
- 角色原案：坂井久太
- 人物設計：kichi
- 系列構成、劇本：かねこけ
- 動畫：maxcaffy、
- 音樂：
- 音樂製作：メロネスト
- 音響監督：高寺武（英语：高寺たけし）
- 音響制作：DAX International Inc.（英语：ダックスプロダクション）
- 旁白：東地宏樹
- 總製片：渡邊和哉
- 製片人：今優子、佐藤至信、八島誠、細谷伸之、伊藤卓史、平川友香理、浦崎宣光
- 動畫製作人：津川明倫、中田善文
- 動畫製作：STUDIO DEEN
- 製片：讀廣娛樂
- 製作：動畫「青鬼」製作委員會

#### 主題曲
片尾曲
歌 - マチゲリータ（from Book of Magic）
插入曲（第6話）
歌 - ひろし・たくろう・たけし（逢坂良太、水島大宙、森嶋秀太）

#### 各話列表
| 話數   | 日文標題 | 中文標題       | 播放日期       |
| ------ | -------- | -------------- | -------------- |
| 第1話  |          | 5個人在！      | 2016年10月3日  |
| 第2話  |          | 健發電所       | 2016年10月10日 |
| 第3話  |          | 告白           | 2016年10月17日 |
| 第4話  |          | 青鬼的優雅一日 | 2016年10月24日 |
| 第5話  |          | 洛可可風       | 2016年10月31日 |
| 第6話  |          | 男兒們的輓歌   | 2016年11月14日 |
| 第7話  |          | 拼圖遊戲       | 2016年11月21日 |
| 第8話  |          | 鐵柵欄         | 2016年11月28日 |
| 第9話  |          | 地方吉祥物     | 2016年12月5日  |
| 第10話 |          | 音速青鬼       | 2016年12月12日 |
| 第11話 |          | 青鬼開關       | 2016年12月19日 |
| 第12話 |          | 逆轉世界       | 2016年12月26日 |
| 第13話 |          | 被關了70年     | 2017年1月9日   |

#### 播放電視台
日本深夜動畫：下文記載的日本国内播放時間使用日本標準時間（UTC+9）表示。因為部分時間标识會採用30小时制，因此請留意这类超过24:00的时间，其實際播放時間為翌日清晨。
| 播放地區 | 播放電視台 | 播放日期         | 播放時間（UTC+9） | 備註     |
| -------- | ---------- | ---------------- | ----------------- | -------- |
| 關東地區 | TOKYO MX   | 2016年10月3日－  | 星期一 3:05－3:10 |          |
| 日本全國 | BS JAPAN   | 2016年10月10日－ | 星期一 2:35－2:40 | 衛星放送 |

### 劇場版動畫
動畫劇場版於2017年上映，標題為《青鬼 THE ANIMATION》。

#### 工作人員
- 原作：noprops
- 監督：濱村敏郎
- 腳本：我孫子武丸
- 動畫製作：STUDIO DEEN

## 腳註
1. ↑  只為小說與電影版的稱呼，遊戲版預設為此名字，但還是取決於玩家改什麼名字

## 外部連結
- noprops的官方網站 （页面存档备份，存于）
  - 中文遊戲網站 （页面存档备份，存于）
- 小說版「青鬼」特設網站 （页面存档备份，存于）
  - 小說版「青鬼 復讐編」特設網站 （页面存档备份，存于）
- 日本恐怖遊戲「青鬼」歷代介紹 （页面存档备份，存于）